# سبورتينغ لشبونة ب
سبورتينغ لشبونة ب (بالبرتغالية: Sporting CP B) هو نادي كرة قدم برتغالي، وهو الفريق الرديف لنادي سبورتينغ لشبونة، تأسس عام 2000 وتم حله عام 2004. ثم أعيد تأسيسه عام 2012 وتم حله مجدداً عام 2018. ثم أعيد تأسيسه للمرة الثانية عام 2020.

## وصلات خارجية
- الموقع%20الرسمي